# Уддхава
У́ддхава (IAST: Uddhava, также известен как Паванавьядхи) — герой из пуранических текстов индуизма, где он описывается как друг и советник Кришны. Он играет значительную роль в «Бхагавата-пуране», где сам Кришна обучает его процессам йоги и бхакти. Основы этих наставлений Кришны Уддхаве принято называть «Уддхава-гита», подобно «Бхагавад-гите», где Кришна даёт наставления Арджуне.
Согласно некоторым писаниям, Уддхава был также двоюродным братом Кришны, являясь сыном Девабхаги, брата отца Кришны Васудевы. Внешне Уддхава был настолько похож на Кришну, что описываются случаи когда его путали с Кришной.
В «Бхагавата-пуране» описывается, как после победы Кришны над Камсой, Уддхава пришёл навестить его. Кришна тогда попросил Уддхаву поехать во Вриндаван и передать послание гопи и другим жителям Вриндавана, которые страдали от разлуки с ним. Содержание этого послания и чувства которые оно пробудило в сердцах обитателей Вриндавана после того как они его услышали, считается наивысшим проявлением любви к Богу в гаудия-вайшнавской традиции индуизма.